# Girolamo d'Andrea
Girolamo d'Andrea (Napoli, 12 aprile 1812 – Roma, 12 o 14 maggio 1868) è stato un cardinale italiano.

## Biografia
Figlio del marchese Giovanni D'Andrea (1776-1841), un economista che fu ministro delle Finanze del Regno delle Due Sicilie, e di Lucrezia Rivera. Studiò prima al collegio militare di La Flèche in Francia, poi al Collegio Romano di Roma, retto dai Gesuiti. Tornato a Napoli fu accolto nell'Accademia dei Nobili ecclesiastici; studiò in seguito teologia nell'Archiginnasio di Napoli dove conseguì il dottorato in utroque iure (6 agosto 1833) che gli aprì le porte della prelatura.
Fu ordinato sacerdote il 4 ottobre 1835 ed ebbe vari incarichi alla Curia romana, in cui dal 1836 fino alla promozione al cardinalato fu abbreviatore di parco maggiore.
Il 12 luglio 1841 fu nominato arcivescovo titolare di Melitene e il 18 luglio dello stesso anno fu consacrato vescovo dal cardinale Luigi Lambruschini. Il 30 luglio fu inviato come nunzio apostolico in Svizzera. Fu segretario della Sacra Congregazione del Concilio Tridentino dal 1845 fino alla promozione al cardinalato.
Papa Pio IX lo elevò al rango di cardinale nel concistoro del 15 marzo 1852 e il 18 marzo dello stesso anno ricevette il titolo di Sant'Agnese fuori le mura e fino alla nomina del cardinale Giuseppe Milesi Pironi Ferretti è stato il porporato italiano più giovane.
Il 28 settembre 1860 optò per l'ordine dei cardinali vescovi e per la sede suburbicaria di Sabina, conservando il suo titolo in commendam.
Il 4 luglio 1853 fu nominato prefetto della Sacra Congregazione dell'Indice dei Libri Proibiti; svolgendo il suo incarico si rifiutò di mettere all'indice un libro che si opponeva al potere temporale del papa e di condannare alcune tesi dell'università di Lovanio. Il Papa con un breve apostolico del 12 giugno 1866 gli proibì di esercitare la sua giurisdizione come vescovo di Sabina e come abate di Subiaco. Il 29 settembre 1867 fu sospeso dai privilegi e dalle insegne del cardinalato. Il 26 dicembre dello stesso anno ritrattò di fronte al Papa, che il 14 gennaio 1868 lo riconfermò cardinale. Poi morì quattro mesi dopo e fu sepolto nella chiesa del suo titolo.

## Genealogia episcopale e successione apostolica
La genealogia episcopale è:
- Cardinale Scipione Rebiba
- Cardinale Giulio Antonio Santori
- Cardinale Girolamo Bernerio, O.P.
- Arcivescovo Galeazzo Sanvitale
- Cardinale Ludovico Ludovisi
- Cardinale Luigi Caetani
- Cardinale Ulderico Carpegna
- Cardinale Paluzzo Paluzzi Altieri degli Albertoni
- Papa Benedetto XIII
- Papa Benedetto XIV
- Papa Clemente XIII
- Cardinale Marcantonio Colonna
- Cardinale Giacinto Sigismondo Gerdil, B.
- Cardinale Giulio Maria della Somaglia
- Cardinale Luigi Lambruschini, B.
- Cardinale Girolamo d'Andrea

La successione apostolica è:
- Vescovo Kaspar de Carl ab Hobenbalken (1843)
- Vescovo Francesco Gallo (1855)
- Arcivescovo Gaetano Rossini (1855)
- Vescovo Filippo de Simone (1855)
- Vescovo Domenico Zelo (1855)
- Vescovo Giacomo Bernardi (1856)
- Vescovo Bernardino Maria Frascolla (1856)
- Vescovo Tommaso Passero, O.P. (1856)
- Arcivescovo Enrico de Rossi (1856)
- Arcivescovo Giuseppe Maria Papardo del Parco, C.R. (1858)
- Vescovo Ruggero Blundo, O.S.B.  (1858)
- Arcivescovo Luigi Natoli (1858)
- Vescovo Agostino Franco (1858)
- Vescovo Ludovico Ideo, O.P. (1858)
- Vescovo Giovanni Battista Guttadauro di Reburdone (1859)
- Vescovo Melchiorre Lo Piccolo (1859)
- Vescovo Michele Milella, O.P. (1859)
- Vescovo Simone Spilotros, O. Carm. (1859)
- Cardinale Michelangelo Celesia, O.S.B. (1860)
- Vescovo Luigi Maria Lembo, O.F.M. (1860)
- Vescovo Gaetano Stiscia (1860)
- Vescovo Federico Tolimieri (1860)